# Hamilkar der Samnite
Hamilkar der Samnite (punisch Ḥmlk „Gnade des Mlk“; altgriechisch Ἁμίλκας ὁ Σαυνίτης Hamílkas ho Saunítes) war in der Mitte des 2. Jahrhunderts v. Chr. ein Politiker der demokratischen Partei in Karthago.
Zusammen mit Karthalo war Hamilkar Anführer der demokratischen Partei Karthagos. Im Jahr 151 v. Chr. vertrieben beide gemeinsam die Anhänger des numidischen Königs Massinissa, die neben der demokratischen „Volkspartei“ und den Parteigängern Roms eine dritte „Partei“ stellten, aus der Stadt. Massinissa entsandte daraufhin seine Söhne Gulussa und Micipsa nach Karthago, wohl um die Rückkehr der Exilierten zu verhandeln. Doch der Boëtharchos Karthalo verwehrte ihnen den Zutritt zur Stadt.
Als nun Gulussa abzog, setzte ihm Hamilkar mit Bewaffneten nach, brachte den Sohn des Massinissa in Bedrängnis und tötete einige von dessen Männern. Massinissa wertete all dies als Vorbereitung eines Krieges, was den Karthagern laut dem Friedensschluss nach dem Zweiten Punischen Krieg ohne Zustimmung Roms strengstens verboten war. Rom wurde eingeschaltet. Hamilkars Sohn Gisgo hatte derweil die antirömische Stimmung noch angeheizt, während die Mehrheit der Karthager längst bereit waren, auf die Wünsche Roms einzugehen. Es war die Zeit, in der Marcus Porcius Cato in den Senatssitzungen beständig sein ceterum censeo Carthaginem esse delendam („im Übrigen bin ich der Meinung, dass Karthago zerstört werden muss“) vernehmen ließ. Um dieser Bedrohung zu entgehen, entschied die herrschende Partei Karthagos, die verantwortlichen Militärführer zu opfern. Karthalo der Boëtharchos und andere wurden hingerichtet. Dass auch Hamilkar unter den Hingerichteten war, wurde vermutet. Doch Rom gab sich mit dieser Lösung nicht zufrieden. Wenig später brach der Dritte Punische Krieg aus (149–146 v. Chr.), der mit der endgültigen Zerstörung Karthagos endete. Klaus Geus schreibt Hamilkar dem Samniten einen maßgeblichen „Schuldanteil am Ausbruch des 3. Punischen Krieges“ zu.